# Madeleine Onne
Madeleine Onne, född 9 september 1960 i Stockholm, är en svensk premiärdansös, hovdansare och balett-/teaterchef.

## Biografi
Onne började studera vid Kungliga Balettskolan 1969 och debuterade som dansare i Kungliga Baletten 1978 och var premiärdansös 1984-2002. Hon har dansat de flesta huvudrollerna i den klassiska balettrepertoaren och gästdansat respektive suttit i juryn i internationella danstävlingar i merparten länder i Europa samt Ryssland, USA, Kanada, Sydamerika, Kuba, Japan, Kina och Sydkorea. Hon blev 1995 utnämnd till hovdansare och har även dansat i 1700-talsbaletterna på Drottningholmsteatern. 1997 startade hon som ett sidoprojekt det fristående moderna danskompaniet Stockholm 59° North, med dansare från Kungliga Baletten och Confidencen som dåvarande hemmascen, och var dess Konstnärliga ledare 1997-2001 med bejublad debut vid den stora internationella festivalen Jacob's Pillow i USA 1997 och flera prisade turnéer i Sverige och utomlands. Onne var balettchef vid Kungliga Baletten 2002-2008. Hon var konstnärlig ledare för Hongkong-baletten, ett av Asiens främsta balettkompanier, mellan 2009 och 2017 och för 
Finlands nationalbalett 2018–2022. Hon har även verkat i ledningen för Houston Ballet Academy i Texas och är sedan 2023 vd och konstnärlig ledare för slottsteatern Confidencen.
För sitt arbete tilldelades hon 1999 den kungliga medaljen Litteris et Artibus och 2009 Kungliga Operans Hedersmedalj i guld.

## Filmografi
- 1969 – Hur Marie träffade Fredrik, åsnan Rebus, kängurun Ploj och...